# Estádio Centenario
O Estádio Centenário (em castelhano: Estadio Centenario) é um estádio de futebol localizado na cidade de Montevideu, capital do Uruguai. É o maior estádio do país em capacidade de público e a principal casa onde a Seleção Uruguaia de Futebol manda suas partidas amistosas e oficiais válidas por competições continentais. Conta com capacidade máxima para 60 235 espectadores.
Construído para sediar a Copa do Mundo de 1930, foi inaugurado com atraso devidas às chuvas em 18 de julho de 1930, com a vitória do Uruguai por 1–0 contra o Peru. O nome deve-se à celebração do 100º aniversário da Primeira Constituição do Uruguai.
Também sediou a final da Copa Libertadores da América de 2021 entre Palmeiras e Flamengo, sendo vencida pelos alviverdes por 2–1.

## História
Em princípio, receberia todas as partidas do mundial, mas devido ao atraso 8 das 18 partidas do mundial foram disputadas no Estádio Gran Parque Central pertencente ao Nacional, e no Estádio Pocitos (hoje demolido) do Peñarol.
O Centenário recebeu 10 jogos do Mundial, incluindo a final entre Uruguai e Argentina, vencida pelo Uruguai por 4 a 2. Também recebeu jogos dos Copa América de 1942, 1956, 1967 e 1995 (todas vencidas pelo Uruguai).
É muito utilizado pelos clubes de futebol locais, como o Peñarol (a partir de março de 2016 manda seus jogos no Campeón del Siglo) e o Nacional e também em jogos de times menores como Liverpool do Uruguai e Racing.

## Setores
O estádio tem quatro arquibancadas (Tribunas) separadas por quatro acessos inferiores. A principal é a Tribuna Olímpica, que recebeu esse nome pois a seleção uruguaia venceu dois campeonatos olímpicos consecutivos (1924 e 1928). Tem capacidade máxima para 21.648 espectadores localizados nos três anéis e no público. O estádio tem quatro arquibancadas separadas por quatro pistas. Depois, há as arquibancadas "populares", assim chamadas pelo custo dos ingressos serem mais baratos, são eles: a Colombes, em homenagem a comuna francesa de Colombes, em que a seleção uruguaia se sagrou campeã olímpica em 1924 e a Amsterdã, onde a seleção uruguaia foi coroada campeã olímpica pela segunda vez em 1928. A arquibancada Colombes acomoda 13 914 espectadores, enquanto a Amsterdam acomoda 13 923. A Tribuna America é paralela à olímpica. Existem ainda camarotes "VIP" e cabines de imprensa com capacidade para 1 882 espectadores, assim como a plataforma tem capacidade para 2 911 espectadores, e adicionalmente a arquibancada tem capacidade para 5 957 pessoas.
Sob a Tribuna Olímpica estão localizadas a escola Nº 100 Héctor Fígoli e o Museu do Futebol Uruguaio.

## Recorde de público pagante
O recorde de público pagante aconteceu na partida entre Peñarol e Real Madrid, final da Copa Intercontinental de 1960, quando 71 872 ingressos foram vendidos.

## Jogos da Copa do Mundo de 1930

### Grupo 1
- 15 de Julho:  Argentina 1 - 0  França
- 16 de Julho:  Chile 3 - 0  México
- 19 de Julho:  França 0 - 1  Chile
- 19 de Julho:  México 3 - 6  Argentina
- 22 de Julho:  Argentina 3 - 1  Chile

### Grupo 2
- 14 de Julho:  Iugoslávia 2 - 1  Brasil

- 17 de Julho:  Iugoslávia 4 - 0  Bolívia
- 20 de Julho:  Brasil 4 - 0  Bolívia

### Grupo 3
- 14 de Julho:  Romênia 3 - 1  Peru
- 18 de Julho:  Uruguai 1 - 0  Peru
- 21 de Julho:  Uruguai 4 - 0  Romênia

### Grupo 4
- 14 de Julho:  Estados Unidos 3 - 0  Bélgica
- 17 de Julho:  Estados Unidos 3 - 0  Paraguai
- 21 de Julho:  Paraguai 1 - 0  Bélgica

### Semifinais
- 26 de Julho:  Argentina 6 - 1  Estados Unidos
- 27 de Julho:  Uruguai 6 - 1  Iugoslávia

### Final
- 30 de Julho:  Uruguai 4 - 2  Argentina